# Ilha Taro
Taro é uma ilha das Ilhas Salomão com cerca de 507 habitantes (em 2009). É a capital da província de Choiseul e situa-se na baía de Choiseul. A sua área é de apenas 0,44 km2.